# Езерский, Феликс
Феликс Езерский (пол. Feliks Jezierski; 15 мая 1817, Козлувка — 15 декабря 1901, Варшава) — польский писатель

, педагог, переводчик, философ и литературный критик.

## Биография
Родился в семье Леона Езерского — дворянина, который был одним из владельцев села Козлувка и управляющим местной усадьбы, принадлежащей роду Замойских. Первые знания Феликс вместе со своими братьями и сёстрами получил на дому от своей матери, испанки по происхождению — Элисабеты де ла Гранде. Дальнейшее его обучение проходило в начальной школе, а затем в провинциальной гимназии. В 1836 году он получил стипендию Николая I, на которую отправился изучать философию в Московский университет. Учёбу в вузе Езерский совмещал с работой репетитором и публицистической деятельностью в газете «Tygodnik Petersburski». В 1840 году, получив степень кандидата философских наук, он вернулся в Люблин, где устроился учителем филологии в гимназию, где сам когда-то учился. Спустя 22 года преподавания в Люблине он занял должность доцента историко-филологического факультета Варшавской главной школы. После двух месяцев работы он получил полуторагодовалый отпуск и стипендию, которую он потратил на поездку в Германию, где 29 июня 1863 года в Йенском университете он получил новую для себя учёную степень — доктор философских наук. Вернувшись на родину, он занял должность учителя польского языка в русскоязычной 4-й Варшавской гимназии, в которой позже стал директором.
Также Езерский занимался переводами с латинского и греческого языка и переводил с английского языка труды Байрона, Беркли, Шелли и Гёте.

## Избранные произведения
- Przygotovania do wiedzy mowy polskiéj (1843)
- Nauczyciel ze stanowiska moralnego i naukowego (1847)
- Rzecz о pojęciach ludzkich, ich przechodzeniu i rozwijaniu się